# Thierry Lang
Thierry Lang (* 16. Dezember 1956 in Romont FR) ist ein Schweizer Jazzmusiker (Piano, Komposition).

## Leben und Wirken
Lang erhielt ab dem fünften Lebensjahr eine klassische Klavierausbildung und studierte bis zu seinem 21. Lebensjahr klassische Musik am Konservatorium von Montreux, fand aber früh inspiriert von Musikern wie Erroll Garner und Oscar Peterson zum Jazz. Im Duo mit dem Pianisten und Akkordeonisten Daniel Perrin verwirklichte er eine erste Aufnahme. Kurze Zeit später gehörte er zum Projekt Piano Seven von François Lindemann auf dessen Alben Piano Seven und Live! als Pianist und Komponist.
Seit 1986 leitete er eigene Trios (zunächst mit Ivor Malherbe und Marcel Papaux), war aber zunächst auch als Begleiter von Raymond Court tätig. 1990 veröffentlichte er sein erstes Album, 1996 erhielt er einen Plattenvertrag bei Blue Note Records. Tourneen und Einspielungen machten ihn rasch international bekannt. Er arbeitete mit Toots Thielemans, Franco Ambrosetti, Ray Anderson, Billy Cobham und Tina Turner. 2003 veröffentlichte er, unterstützt durch Didier Lockwood, Paolo Fresu, Olivier Ker Ourio und Andy Scherrer, drei Tonträger (Reflections Vol. 1-3) mit eigenen Werken. 2012 schrieb er die Musik zum Film Ma nouvelle heloïse von Francis Reusser.
Lang ist Professor an der Hochschule der Künste Bern und am Konservatorium von Montreux.

## Preise und Auszeichnungen
Langs Album Private Garden wurde 1995 in Japan als „beste CD des Jahres“ ausgezeichnet. Über die Jahre wurde Lang mit mehreren Preisen geehrt. Für das Magazin Jazz'n More war er „Pianist des Jahres“ 1999 und 2000. 2004 erhielt er den Grand Prix der Fondation vaudoise pour la culture, 2008 die Ehrendoktorwürde der European University in Genf.; im selben Jahr wurde er von der Republik Frankreich als Chevalier des Arts et des Lettres ausgezeichnet.

## Diskographische Hinweise
- Echos of Silence (Plainisphare 1996, solo)
- Guide Me Home (Blue Note 2000, solo)
- Matthieu Michel / Uli Scherer / Thierry Lang / Daniel Perrin Makara (Plainisphare 2002)
- Gruntz – Lang – Saluzzi Trio Tage (PJL 2005)
- Lyoba Revisited (Act 2009, mit Matthieu Michel, Heiri Känzig und vier Cellisten)
- Moments in Time (Universal 2015, mit Heiri Känzig, Andi Pupato)